# ICC East Asia-Pacific
LICC East Asia-Pacific è un organo internazionale che governa il cricket in Asia e nell'oceano pacifico. Scopo dell'organizzazione è promuovere e disciplinare il gioco del cricket, nonostante il nome sono solo quattro i paesi asiatici membri (Giappone, Corea del Sud, Indonesia e Filippine) poiché gli altri fanno parte dell'Asian Cricket Council.
La federazione ha la sua sede negli uffici della federazione australiana ed è di fatto retta da esponenti delle due federazioni maggiori, ovvero Australia e Nuova Zelanda.

## Nazioni membri
Test Status
- Australia (Cricket Australia)
- Nuova Zelanda (New Zealand Cricket)

Associate Members
- Figi
- Giappone
- Papua Nuova Guinea
- Vanuatu

Affiliate Members
- Isole Cook
- Indonesia
- Filippine
- Samoa
- Corea del Sud
- Tonga